# Тупик (фільм, 1966)
«Тупик» («Глухий кут»; англ. Cul-de-sac) — англійський трилер 1966 року.

## Сюжет
Двоє злочинців, Річард і Елбі, тікають від поліції після невдалого пограбування банку. Обидвох злочинців поранено: Річарда в руку, а Елбі в живіт. По дорозі у них зламалася машина і Річард вирушає на пошуки допомоги. Несподівано він бачить маєток. Річард пробирається всередину маєтку, знаходить їжу і зморений втомою засинає. Прокинувшись, він з'ясовує, що в маєтку живуть молодята Джордж і Тереза, які проводять безтурботний спосіб життя. Річард захоплює їх у заручники.

## У ролях
| Актор             | Роль              |
| ----------------- | ----------------- |
| Дональд Плезенс   | Джордж            |
| Франсуаза Дорлеак | Тереза            |
| Лайонел Стендер   | Річард            |
| Джек МакҐаврен    | Елбі              |
| Єн Кар'є          | Крістофер         |
| Джефрі Самнер     | батько Крістофера |
| Рене Г'юстон      | мати Крістофера   |
| Роберт Дорнінг    | Філіп Фервезер    |
| Марі Кін          | Маріон Фервезер   |
| Вільям Франклін   | Сесіл             |
| Жаклін Біссет     | Жаклін            |
| Тревор Делані     | Ніколас           |